# Cmentarz w Starym Bublu
Cmentarz w Starym Bublu – nieczynna zabytkowa nekropolia przy kościele św. Jana Ewangelisty w Starym Bublu, dawniej cerkwi.

## Historia
Cmentarz został założony w XVIII w., tj. w tym samym czasie, gdy w Starym Bublu powstała unicka cerkiew. W 1875, wskutek likwidacji unickiej diecezji chełmskiej, zarówno cerkiew, jak i cmentarz przeszły do Rosyjskiego Kościoła Prawosławnego. Świątynia i nekropolia w okresie międzywojennym były własnością parafii neounickiej, zaś podczas II wojny światowej ponownie użytkowali je prawosławni; konflikt między katolikami obrządku wschodniego a prawosławnymi o świątynię trwał przez cały okres międzywojenny. W 1944 restytuowano parafię neounicką, lecz istniała ona tylko przez dwa lata. W 1946 świątynię przekształcono w kościół rzymskokatolicki, filię parafii św. Antoniego w Gnojnie. Jest ona również formalnym administratorem nieczynnego cmentarza.
Nekropolia była początkowo podzielona na dwie kwatery. Przetrwało na niej kilka nagrobków prawosławnych z II poł. XIX w. i początku XX w. Teren cmentarza porastają lipy i kasztanowce.

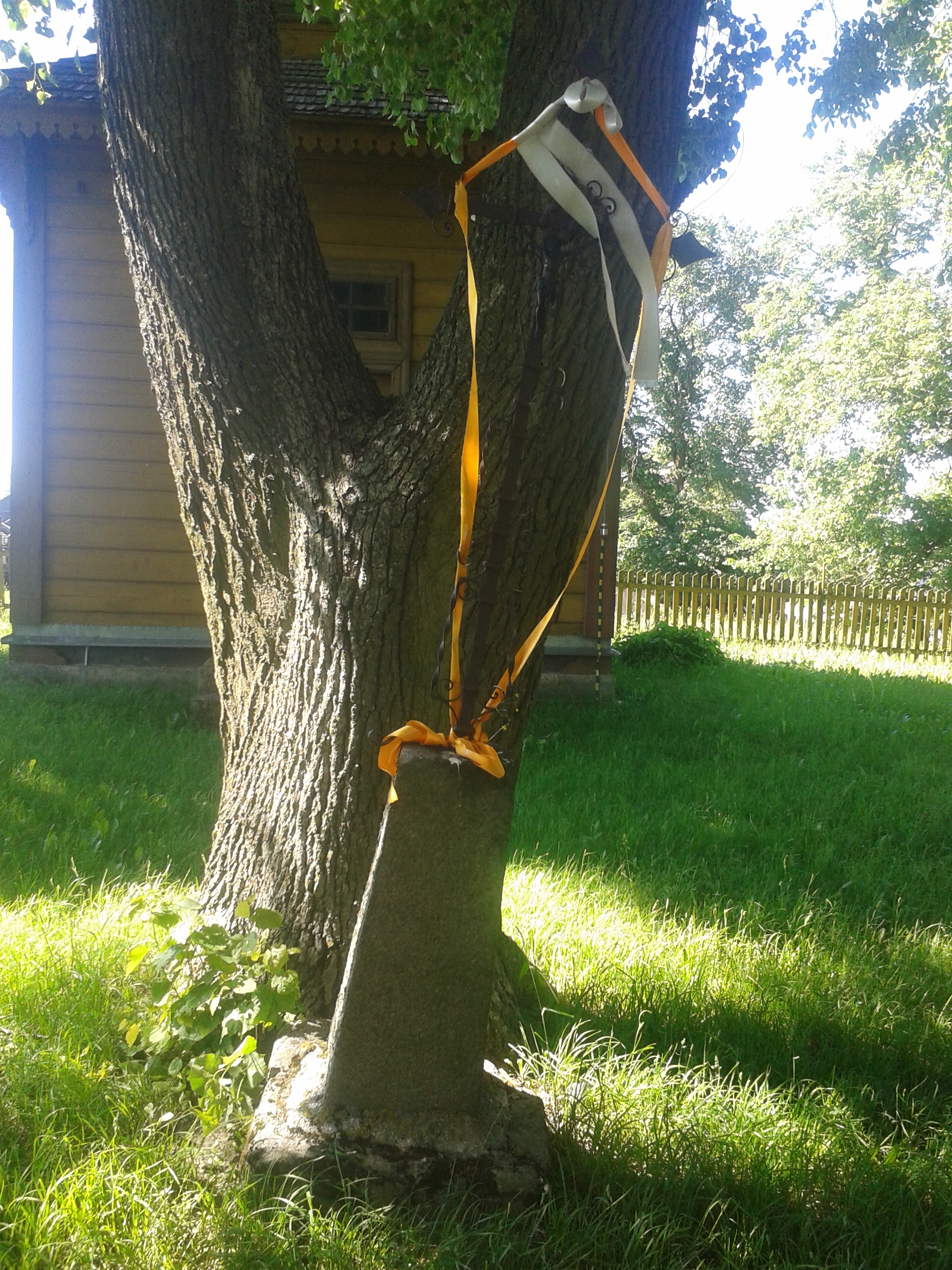
Nagrobek z typowym dla regionu kutym krzyżem
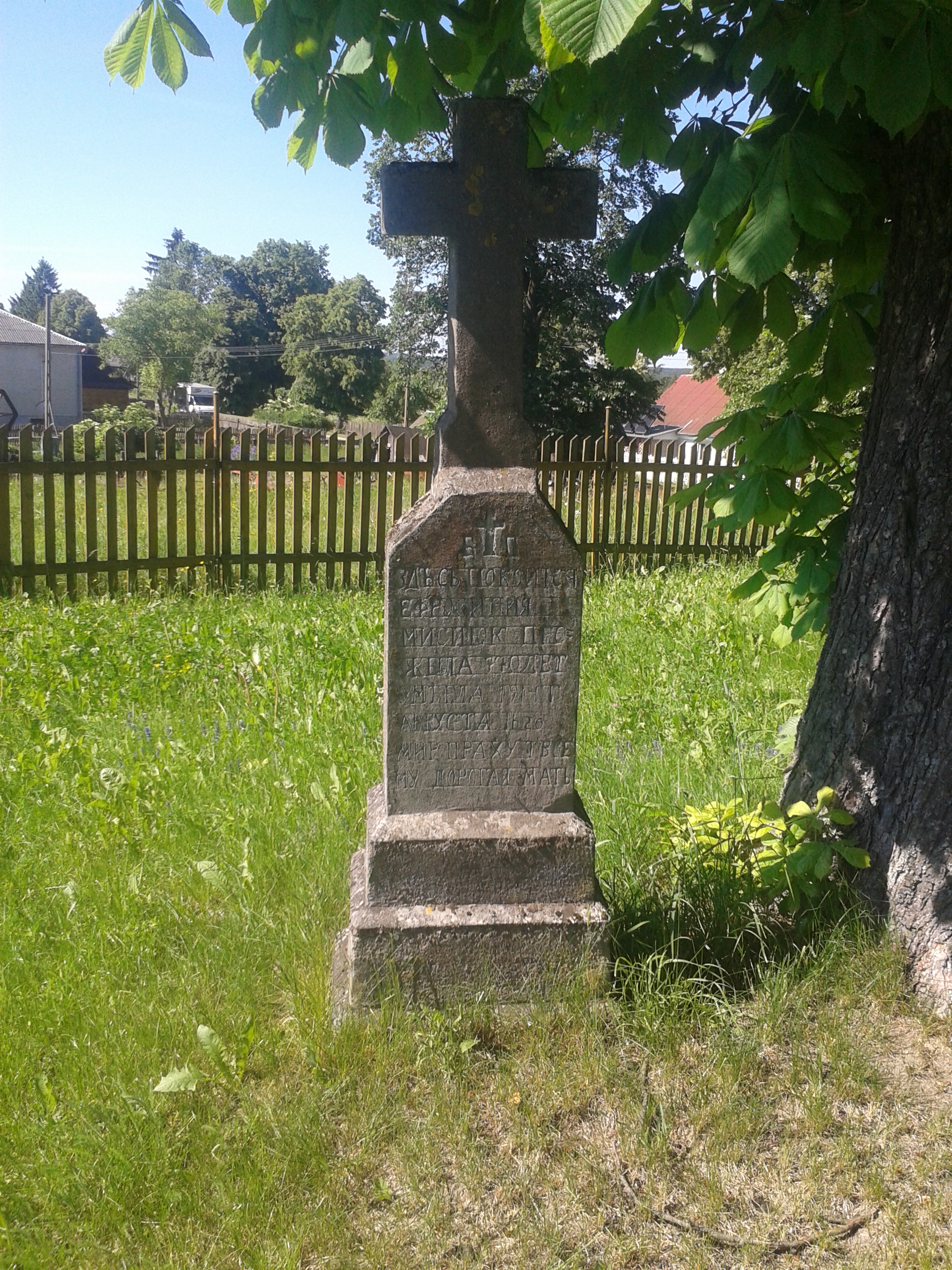
Nagrobek prawosławny z 1914